# Marie Van Brittan Brown
Marie Van Brittan Brown (New York, 30 ottobre 1922 – New York, 2 febbraio 1999) è stata un'inventrice statunitense.
È la creatrice del primo sistema di sicurezza domestica, inventato nel 1966, insieme al marito Albert Brown, mentre il brevetto le venne concesso nel 1969. Brown è nata a New York, nel quartiere Jamaica del Queens, dove è morta all'età di 76 anni nel 1999.

## Biografia
Il padre di Marie Van Brittan Brown è nato nel Massachusetts mentre le origini della madre sono da ricondurre alla Pennsylvania. Marie e suo marito vivevano al 151-158 135th Avenue in Jamaica Queens, New York. Ha lavorato come infermiera e suo marito come un tecnico elettronico, quindi non sempre avevano un orario normale o lavoravano contemporaneamente. Marie e Albert Brown hanno due figli. La figlia Norma ha seguito le orme della madre e divenne infermiera e a sua volta inventrice.

## Invenzione
Brown ha citato come fonte di ispirazione per la sua invenzione il tempo che ci mette la polizia ad arrivare in una casa dopo essere stata chiamato dai residenti. Marie non sempre si sentiva sicura quando era sola a casa, perché il tasso di criminalità era aumentato nel suo quartiere. Dover rispondere alla porta per sapere chi si trovava dall'altra parte non era qualcosa che a Marie piaceva fare.
Il sistema di Brown aveva un set di quattro fori per lo spioncino e una telecamera che poteva scorrere su e giù per guardare ciascuno di essi. Qualsiasi cosa che la fotocamera riprenda compare su un monitor. Inoltre, un residente potrebbe sbloccare la porta con il telecomando. Il sistema includeva un dispositivo che consentiva al proprietario di un'abitazione di utilizzare un televisore per visualizzare la persona alla porta e ascoltare la voce del chiamante. Il sistema di sicurezza domestica che lei e suo marito hanno inventato ha permesso al monitor di trovarsi in una stanza diversa, e tutto questo è stato possibile tramite un sistema radiocomandato senza fili. Se la persona che visualizza le immagini sul televisore non si sente al sicuro, può premere un pulsante che invia un allarme alla polizia o alla sicurezza.
Lei e suo marito citarono altri inventori nel loro brevetto, come Edward D. Phiney e Thomas J. Reardon. Tredici inventori hanno citato il suo brevetto dopo che Marie ne ha fatto richiesta, l'ultimo delle quali nel 2013. Ancora oggi, più di cinquant'anni dopo, la sua invenzione viene utilizzata da piccole imprese e strutture abitative.